# Vitório Sorotiuk
Vitório Sorotiuk (en ucraniano: Віторіо Соротюк; Prudentópolis, 12 de abril de 1945) es un abogado y político brasileño de origen ucraniano. Ejerce como el vicepresidente del Congreso Mundial Ucraniano, así como de presidente de la Representación Central Ucraniano-Brasileña. 

## Biografía
Los abuelos por parte de padre Joao Sorotyuk (Joaquim Sorotyuk y Madalena Drohomirska) y por parte su madre, Justine Hudyma Sorotyuk (Joao Hudyma y Kateryna Konopatska) llegaron a Brasil en 1896.Su familia procedía del pueblo de Dítkivtsi, en el actual óblast de Ternópol. Es egresado de educación superior, abogado de profesión en el campo del derecho ambiental por la facultad de Derecho de la Universidad Federal de Paraná. También estudió en el Instituto de Estudios del Desarrollo de la Universidad de Ginebra.
En 1967-1968 trabajó como director del Centro de Formación que lleva el nombre Hugo Simas en la Facultad de Derecho de la Universidad Federal de Paraná. Participó en los movimientos estudiantiles y sindicales de izquierda que lucharon contra la dictadura militar en Brasil. En 1968-1969 dirigió el Comité Central (sindicato) de estudiantes de la Universidad Federal de Paraná. En 1969 organizó protestas contra el régimen autoritario, por las que fue encarcelado varias veces. En 1970 se vio obligado a emigrar a Chile, donde en una de las manifestaciones estudiantiles conoció a Eliana, la ahijada del presidente Salvador Allende, quien se convirtió en su esposa y con quien tiene dos hijos: un hijo (Joao Henrique Herreros Sorotiuk) y una hija (Marilia Madalena Herreros Sorotiuk). Tras el derrocamiento de Allende en 1973, regresó a Brasil y en 1980, se integró el grupo de fundadores del Partido de los Trabajadores (PT).
De 1983 a 1991 trabajó como abogado en la Fiscalía del Instituto de Subsuelo, Cartografía y Flora del Estado de Paraná y de 1991 a 1992 fue su director. En los mismos años fue miembro del Consejo Nacional del Medio Ambiente y en 1991 ingresó a la junta directiva del Banco Banestado. En julio-diciembre de 1992 ocupó el cargo de director general de la Secretaría de Medio Ambiente del Gobierno del Estado de Paraná. De 1992 a 1995 regresó a la fiscalía del Instituto de Medio Ambiente de Paraná como abogado. De diciembre de 1992 a octubre de 1994 trabajó como asistente especial del gobernador de Paraná, en octubre de 1994 asumió la Secretaría de Medio Ambiente del Gobierno de Paraná. 
De 1996 a 2002, trabajó en defensa del medio ambiente en organizaciones no gubernamentales de protección del medio ambiente. En 1997 fue nombrado vicepresidente de la comisión ambiental del Colegio de Abogados de Brasil en Paraná, cargo que ocupó hasta 2002. Paralelamente a su labor de incidencia, participó activamente en el desarrollo de organizaciones ucranianas en Brasil: en 2002 presidió el consejo de supervisión de la Representación Central Ucraniano-Brasileña, elegido presidente en 2003.También enseña derecho ambiental en la facultad de Derecho de la Universidad de Tuiuti en Curitiba y trabaja en la preparación de un máster en derecho social y ambiental en la Pontificia Universidad Católica de Paraná. 
Participó en el reconocimiento del ucraniano como lengua oficial de la ciudad brasileña de Prudentópolis.

## Obra
Tradujo el libro de V. Sergiychuk El Holodomor de 1932-1933 como genocidio de la nación ucraniana.

## Premios
- Orden del Príncipe Yaroslav el Sabio en 5.º orden (2023).[5]